# Thorbjørn Harr
Thorbjørn Harr (* 24. Mai 1974 in Oslo) ist ein norwegischer Schauspieler und Synchronsprecher.

## Leben und Wirken
Thorbjørn Harr wuchs in Oslo auf. Mit 13 Jahren wurde er in der Schule bei einem Casting von einem Produzenten entdeckt und für die Mitwirkung in einer Miniserie verpflichtet. Von da an wirkte Harr in mehreren Fernsehserien als Nebendarsteller mit. Nach seinem Schulabschluss absolvierte er eine professionelle Schauspielausbildung. Im Jahr 1997 hatte er als Darsteller sein Bühnendebüt am Nationaltheatret in Oslo, wo er anschließend bis zum Jahr 2007 als festes Ensemblemitglied engagiert war.
Harr wirkte als Schauspieler vor der Kamera bislang in mehr als 60 Film-und-Fernsehproduktionen mit. Er wurde des Öfteren als Wikinger besetzt. Neben vielen Rollen im ernsteren Fach spielte er auch komödiantische Rollen, so beispielsweise in einem Film der norwegischen Junior-Olsenbande. Zudem wirkte er auch in einigen internationalen Filmproduktionen mit. Er erhielt zudem einige Auszeichnungen für seine Verdienste als Schauspieler, so unter anderem auch den Kritikerprisen. Neben seiner Tätigkeit als Schauspieler ist Harr auch gelegentlich als Synchronsprecher für Animationsfilme und Zeichentrickfilme aktiv. Für seine Rolle in der Fernsehserie Powerplay – Smart Girls Go for President wurde er beim Fernsehpreis Gullruten in der Kategorie für Darsteller in einer Nebenrollen in einem Drama nominiert.
Harr ist seit 2006 verheiratet und hat mit seiner Frau drei Kinder. Die Familie lebt in Oslo.

## Filmografie (Auswahl)
- 2005: SOS – Petter ohne Netz
- 2010: Olsenbanden jr. Mestertyvens skatt
- 2013–2019: Casper und Emma (Fernsehserie)
- 2013–2014: Vikings (Fernsehserie)
- 2015–2021: Younger (Fernsehserie)
- 2016: The Last King – Der Erbe des Königs (Birkebeinerne)
- 2016–2020: Norsemen (Fernsehserie)
- 2017: Espen und die Legende vom Bergkönig
- 2018: Die Geiselnahme
- 2018: 22. Juli
- 2019: Espen und die Legende vom goldenen Schloss
- 2019: Barn
- 2021: Drei Haselnüsse für Aschenbrödel
- 2023: Powerplay – Smart Girls Go for President (Makta, Fernsehserie)